# 36. Arany Málna-gála
A 36. Arany Málna-gálán (Razzies) – az Oscar-díj paródiájaként – az amerikai filmipar 2015. évi legrosszabb filmjeit, illetve azok alkotóit díjazzák kilenc kategóriában úgy, hogy ez évben sem osztottak díjat a legrosszabb szereplőgárda kategóriában, hanem teljesítményüket a legrosszabb filmes páros kategóriában értékelték. Tizedik kategóriaként ez évben is meghirdették a tavalyi 35. évforduló alkalmából létrehozott kategóriát, az „Arany Málna-megváltó díjat” (Razzie Redeemer Award) olyan művészek (színészek, rendezők, forgatókönyvírók) számára, akik karrierjük egy korábbi szakaszában több Arany Málna jelölést, illetve díjat kaptak, ám pályájuk látványos fejlődésen ment át. A kategória győztesét a nagyközönség választja ki a Rotten Tomatoes szervezésében.
A díjra történt jelöléseket 2016. január 13-án hozták nyilvánosságra. A 2015-ös Egyesült Államok-béli filmtermésből a legtöbb jelölést (hat-hat) A pláza ásza Vegasban, A szürke ötven árnyalata, a Jupiter felemelkedése és a Pixel kapta, azokat öt jelöléssel a Fantasztikus Négyes követi.
A „győztesek” kihirdetésére a 88. Oscar-gála előtti napon, 2016. február 27-én került sor a hollywoodi Montalban Színházban. Az értékelésben – egy kategória kivételével – az USA 47 államában és 21 külföldi országban több mint 900 filmrajongó, kritikus, újságíró és filmes szakember G.R.A.F.-tag  vett részt.
A legtöbb díjat (öt kategóriáét) A szürke ötven árnyalata című film kapta, többek közt a legrosszabb film kategóriában is, ahol a Fantasztikus Négyes című filmmel osztozott. Ez utóbbi még további két díjat kapott. Egy-egy díjban részesült még a Jupiter felemelkedése, Eddie Redmayne színészi teljesítménye miatt, valamint az Alvin és a mókusok – A mókás menet és a Bérhaverok, Kaley Cuoco színészi teljesítménye miatt.
Jamie Dornan nem volt jelen A szürke ötven árnyalatáért neki ítélt két díj kihirdetésekor, így nem fogadhatta a „megtiszteltetést”, de örült volna neki. „Haver, ha meghívtak volna, ott lettem volna” – mondta 2018 februárjában Conan O'Brien-nek egy talk show során, amit Az ötven árnyalat-trilógia befejező darabjának promóciója végett készítettek. – „Nyertem egyet, de nem kaptam meghívást”. Végül O'Brien odaadta neki a trófeát, ám amikor Dorman megvizsgálta, az szétesett, szerencsére sikerült gyorsan összeraknia.
Az Arany Málna-megváltó díjat Sylvester Stallone kapta, akinek elismerték a „minden idők Razzie-bajnoka” címtől kezdődő, és a Creed: Apollo fia című filmben nyújtott Oscar-jelölt alakításáig fejlődő teljesítményét.

## Díjazottak és jelöltek
| „Győztes” |

| Kategória                                                  | „Győztesek” és jelöltek |
| ---------------------------------------------------------- | --- |
| Legrosszabb film                                           | A szürke ötven árnyalata, producer: Dana Brunetti, Michael De Luca és E.L. James (Universal Pictures/Focus Features)                                                 |
| Legrosszabb film                                           | Fantasztikus Négyes, producer: Gregory Goodman, Simon Kinberg, Robert Kulzer, Stan Lee és Hutch Parker (20th Century Fox)                                            |
| Legrosszabb film                                           | Jupiter felemelkedése, producer: Lana Wachowski, Andy Wachowski, Grant Hill (Warner Bros.)                                                                           |
| Legrosszabb film                                           | A pláza ásza Vegasban, producer: Todd Garner, Jack Giarraputo, Kevin James, Adam Sandler (Columbia Pictures)                                                         |
| Legrosszabb film                                           | Pixel, producer: Michael Barnathan, Chris Columbus, Allen Covert, Mark Radcliffe és Adam Sandler (Columbia Pictures)                                                 |
| Legrosszabb előzményfilm, remake, koppintás vagy folytatás | Fantasztikus Négyes, producer: Gregory Goodman, Simon Kinberg, Robert Kulzer, Stan Lee és Hutch Parker (20th Century Fox)                                            |
| Legrosszabb előzményfilm, remake, koppintás vagy folytatás | Alvin és a mókusok – A mókás menet, producer: Janice Karman és Ross Bagdasarian (20th Century Fox)                                                                   |
| Legrosszabb előzményfilm, remake, koppintás vagy folytatás | Vissza a jelenbe 2., producer: Andrew Panay (Paramount/MGM) |
| Legrosszabb előzményfilm, remake, koppintás vagy folytatás | Az emberi százlábú 3., producer: Ilona Six, Tom Six (IFC Films) |
| Legrosszabb előzményfilm, remake, koppintás vagy folytatás | A pláza ásza Vegasban, producer: Todd Garner, Jack Giarraputo, Kevin James, Adam Sandler (Columbia Pictures)                                                         |
| Legrosszabb férfi főszereplő                               | Jamie Dornan – A szürke ötven árnyalata, mint Christian Grey |
| Legrosszabb férfi főszereplő                               | Johnny Depp – Mortdecai, mint Charlie Mortdecai |
| Legrosszabb férfi főszereplő                               | Kevin James – A pláza ásza Vegasban, mint Paul Blart |
| Legrosszabb férfi főszereplő                               | Adam Sandler – A cipőbűvölő és Pixel, mint Max Simkin és Sam Brenner                                                                                                 |
| Legrosszabb férfi főszereplő                               | Channing Tatum – Jupiter felemelkedése, mint Caine Wise |
| Legrosszabb női főszereplő                                 | Dakota Johnson – A szürke ötven árnyalata, mint Anastasia „Ana” Steele                                                                                               |
| Legrosszabb női főszereplő                                 | Katherine Heigl – Otthon, édes pokol, mint Mona Champagne |
| Legrosszabb női főszereplő                                 | Mila Kunis – Jupiter felemelkedése, mint Jupiter Jones |
| Legrosszabb női főszereplő                                 | Jennifer Lopez – A szomszéd fiú, mint Claire Peterson |
| Legrosszabb női főszereplő                                 | Gwyneth Paltrow – Mortdecai, mint Johanna Mortdecai |
| Legrosszabb férfi mellékszereplő                           | Eddie Redmayne – Jupiter felemelkedése, mint Balem Abrasax |
| Legrosszabb férfi mellékszereplő                           | Chevy Chase – Vissza a jelenbe 2. és Vakáció, mint Hot Tub Repairman és Clark Griswold                                                                               |
| Legrosszabb férfi mellékszereplő                           | Josh Gad – Pixel és Bérhaverok, mint Ludlow Lamonsoff és Doug Harris                                                                                                 |
| Legrosszabb férfi mellékszereplő                           | Kevin James – Pixel, mint William Cooper elnök |
| Legrosszabb férfi mellékszereplő                           | Jason Lee – Alvin és a mókusok – A mókás menet, mint David „Dave” Seville                                                                                            |
| Legrosszabb női mellékszereplő                             | Kaley Cuoco – Alvin és a mókusok – A mókás menet (csak hangja) és Bérhaverok, mint Eleanor és Gretchen Palmer                                                        |
| Legrosszabb női mellékszereplő                             | Rooney Mara – Pán, mint Tiger Lily |
| Legrosszabb női mellékszereplő                             | Michelle Monaghan – Pixel, mint Violet van Patten alezredes |
| Legrosszabb női mellékszereplő                             | Julianne Moore – A hetedik fiú, mint Malkin Mama |
| Legrosszabb női mellékszereplő                             | Amanda Seyfried – Káosz karácsonyra és Pán, mint Ruby és Mary |
| Legrosszabb filmes páros                                   | Jamie Dornan és Dakota Johnson – A szürke ötven árnyalata |
| Legrosszabb filmes páros                                   | Mind a négy „Fantasztikus” (Miles Teller, Michael B. Jordan, Kate Mara, és Jamie Bell) – Fantasztikus Négyes                                                         |
| Legrosszabb filmes páros                                   | Johnny Depp és ragasztott bajsza – Mortdecai |
| Legrosszabb filmes páros                                   | Kevin James és vagy a Segway-e vagy a ragasztott bajsza – A pláza ásza Vegasban                                                                                      |
| Legrosszabb filmes páros                                   | Adam Sandler és bármelyik pár cipője – A cipőbűvölő |
| Legrosszabb rendező                                        | Josh Trank – Fantasztikus Négyes |
| Legrosszabb rendező                                        | Andy Fickman – A pláza ásza Vegasban |
| Legrosszabb rendező                                        | Tom Six – Az emberi százlábú 3. |
| Legrosszabb rendező                                        | Sam Taylor-Johnson – A szürke ötven árnyalata |
| Legrosszabb rendező                                        | The Wachowskis – Jupiter felemelkedése |
| Legrosszabb forgatókönyv                                   | A szürke ötven árnyalata, forgatókönyv: Kelly Marcel, E. L. James regénye alapján.                                                                                   |
| Legrosszabb forgatókönyv                                   | Fantasztikus Négyes, forgatókönyv: Jeremy Slater, Simon Kinberg és Josh Trank, a Stan Lee és Jack Kirby által megalkotott Marvel Comics-karakterek felhasználásával. |
| Legrosszabb forgatókönyv                                   | Jupiter felemelkedése, forgatókönyv: The Wachowskis |
| Legrosszabb forgatókönyv                                   | A pláza ásza Vegasban, forgatókönyv: Nick Bakay és Kevin James |
| Legrosszabb forgatókönyv                                   | Pixel, forgatókönyv: Tim Herlihy és Timothy Dowling, Tim Herlihy; Patrick Jean 2010-es Pixels című rövidfilmje alapján.                                              |
| Arany Málna-megváltó díj                                   | Sylvester Stallone, a „minden idők Razzie-bajnokától” a Creed: Apollo fia díjnyertes alakításig.                                                                     |
| Arany Málna-megváltó díj                                   | Elizabeth Banks, a Razzie-„nyertes” Movie 43: Botrányfilmtől közvetlenül a 2015-ös Tökéletes hang 2. című sikerfilmig.                                               |
| Arany Málna-megváltó díj                                   | M. Night Shyamalan, az állandó Razzie-jelölt és -„nyertes” rendezésektől közvetlenül a 2015-ös The Visit című, sikeres horrorfilmig.                                 |
| Arany Málna-megváltó díj                                   | Will Smith, A Föld után Razzie-„nyertes” alakításától a Sérülés főszerepéig.                                                                                         |

### A kategóriákban előforduló filmek
Az „Arany Málna-megváltó díj” kategória alkotásainak kivételével.
| Jelölés | Díj | Magyar cím                         | Eredeti cím                            |
| ------- | --- | ---------------------------------- | -------------------------------------- |
| 6       | 5   | A szürke ötven árnyalata           | Fifty Shades of Grey                   |
| 6       | 1   | Jupiter felemelkedése              | Jupiter Ascending                      |
| 6       | 0   | A pláza ásza Vegasban              | Paul Blart: Mall Cop 2                 |
| 6       | 0   | Pixel                              | Pixels                                 |
| 5       | 3   | Fantasztikus Négyes                | Fantastic Four                         |
| 3       | 1   | Alvin és a mókusok – A mókás menet | Alvin and the Chipmunks: The Road Chip |
| 3       | 0   | Mortdecai                          | Mortdecai                              |
| 2       | 1   | Bérhaverok                         | The Wedding Ringer                     |
| 2       | 0   | A cipőbűvölő                       | The Cobbler                            |
| 2       | 0   | Az emberi százlábú 3.              | The Human Centipede 3 (Final Sequence) |
| 2       | 0   | Pán                                | Pan                                    |
| 2       | 0   | Vissza a jelenbe 2.                | Hot Tub Time Machine 2                 |
| 1       | 0   | A hetedik fiú                      | Seventh Son                            |
| 1       | 0   | A szomszéd fiú                     | The Boy Next Door                      |
| 1       | 0   | Káosz karácsonyra                  | Love the Coopers                       |
| 1       | 0   | Otthon, édes pokol                 | Home Sweet Hell                        |
| 1       | 0   | Vakáció                            | Vacation                               |